# Usina Clealco
A Clealco Açúcar e Álcool S/A mais conhecida como Usina Clealco, do setor sucroenergético, foi fundada em 1980, em Clementina. Possui atualmente 3 unidades, e atua em vários municípios do Centro-Oeste paulista.

## História
No final da década de 1970, a importação do petróleo no Brasil estava em crise. Devido ao aumento constante do preço do barril, em 1980, foi feito um projeto para plantio de Cana-de-açúcar, para a produção de Etanol. Com a nova matriz energética, a importação do petróleo diminuiu, e gerou empregos em zonas rurais.
No mesmo ano, foi criado o Grupo Clealco, e depois do projeto aprovado pelo Conselho Nacional do Álcool (CNAL), deu início à construção da usina. A sua primeira moagem foi feita em 1983, somente com a produção de Etanol. O açúcar começou a ser produzido em 1997. Com o alto desempenho do grupo, em 2003, foi implantado a segunda usina em Queiroz, expandindo a atuação do grupo em vários municípios, e a primeira moagem feita em 2006.
Em 2013, o Grupo Clealco adquiriu a usina de Penápolis, antiga Campestre, que estava em recuperação judicial. Com a usina adquirida, o grupo tem fácil acesso à rodovias principais, como a SP-300. A usina gerou vários empregos no município.

## Prêmios
- MasterCana 2010, na categoria "Desenvolvimento Humano"[5];
- MasterCana Social 2011, na categoria "Comunicação e Relacionamento"[6];
- MasterCana Social 2012, nas categorias "Qualidade de Vida" e "Comunicação e Relacionamento"[7];
- MasterCana 2015, nas categorias "Desenvolvimento Humano" e "Comunicação e Relacionamento"[8].
- MasterCana Centro-Sul 2019, na categoria "Administração e Finanças - Gestão"[9].